# غرفه خوراکی
غرفه خوراکی، اسنک بار ، غرفه تنقلات یا ساندویچ فروشی مکانی برای خرید تنقلات یا غذا در اماکن عمومی و مراکز تفریحی مانند سینماها، شهربازیها، نمایشگاه‌ها، ورزشگاهها یا محل‌های تفریحی دیگر است. برخی از رویدادها یا مراکز، غرفه مواد غذایی خود را از طریق کنترات به اشخاص ثالث واگذار می‌کنند. به چنین قراردادهایی امتیاز (Concession) گفته می‌شود و بنابراین عنوان «غرفه امتیازی» (Concession) هم از همین رو نامیده می‌شوند. قیمت مواد خوراکی در غرفه‌های خوراکی بیشتر از جاهای دیگر است؛ علت آن نزدیکی خیلی زیاد به مخاطب و راحتی دسترسی است. علاوه بر آن، اجاره این غرفه‌ها معمولاً هزینه بالایی دارد. (به خصوص در مورد سینما).

## تاریخچه
پیش از رواج غرفه‌های اسنک در سینماها، مواد غذایی به صورت سیار توسط افرادی که در داخل سینما دستفروشی می‌کردند یا در بیرون از سینما تأمین می‌شد.
سالن‌های فیلم و تئاتر در ابتدا نسبت به مواد غذایی حساسیت نشان می‌دادند؛ اما در دوران رکود بزرگ، غرفه‌های مواد غذایی را برای افزایش درآمد برپا کردند. تا دهه ۱۹۳۰ غرفه‌های امتیازی بخش ثابت در بسیاری از سالن‌های تئاتر شده بودند.

## انواع مواد غذایی
غرفه‌های غذافروشی عمدتاً غذاهای کم ارزش (هله هوله) ارائهی می‌دهند. در سالن‌های سینما، آب نبات، پاپ کورن و نوشابه رایج‌ترین مواد هستند. غرفه‌های بزرگتر در استادیوم‌ها، پارک‌های تفریحی و سینماهای جدید، تسهیلاتی برای فروش محدود غذاهای فوری از جمله کباب گریل و غذاهای گرم (همبرگر، سیب زمینی سرخ کرده، پیتزا، سوسیس، کورن داگها، ناچو، چوب شور و چورو) دارند. همچنین این غرف‌ها، برای ذخیره دسرهای سرد (مخروط برف و بستنی) تسهیلاتی دارند. استادیوم‌های ورزشی و کنسرت‌های موسیقی راک فروش آبجو و دیگر مشروبات الکلی با درصد کم را انجام می‌دهند. تماشاگران ناآرام ممکن است بطری پرتاب کنند؛ بنابراین از ظروف پلاستیکی به جای شیشه برای جلوگیری از پرتاب از سوی تماشاگران، استفاده می‌شود. مکانهای تفریحی مانند کنسرت سمفونی و خانه اپرا نوشیدنی الکلی، قهوه، چای، دسر پخته و شیرینی هم ارائه می‌دهند.
بسیاری از مجتمع‌های جدید، در محل‌هایی دارای غرفه‌های متعدد خوراکی هستند که به آنها صحن مواد غذایی می‌گویند. این مراکز انواع فست فود ارائه می‌دهند.

## نگارخانه

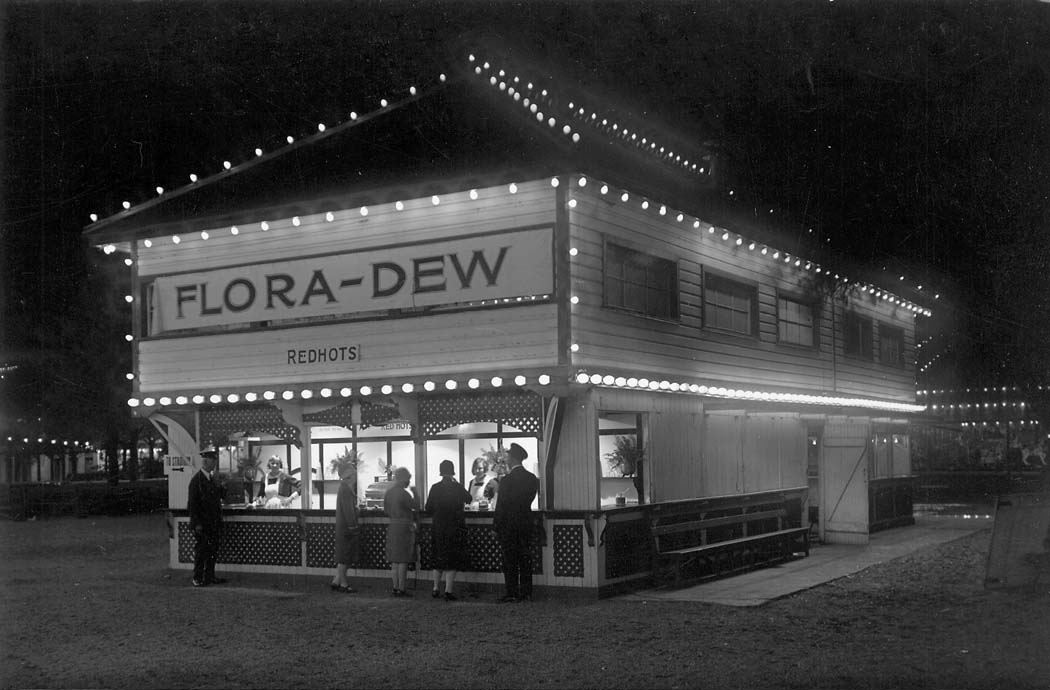
اسن کبار متحرک
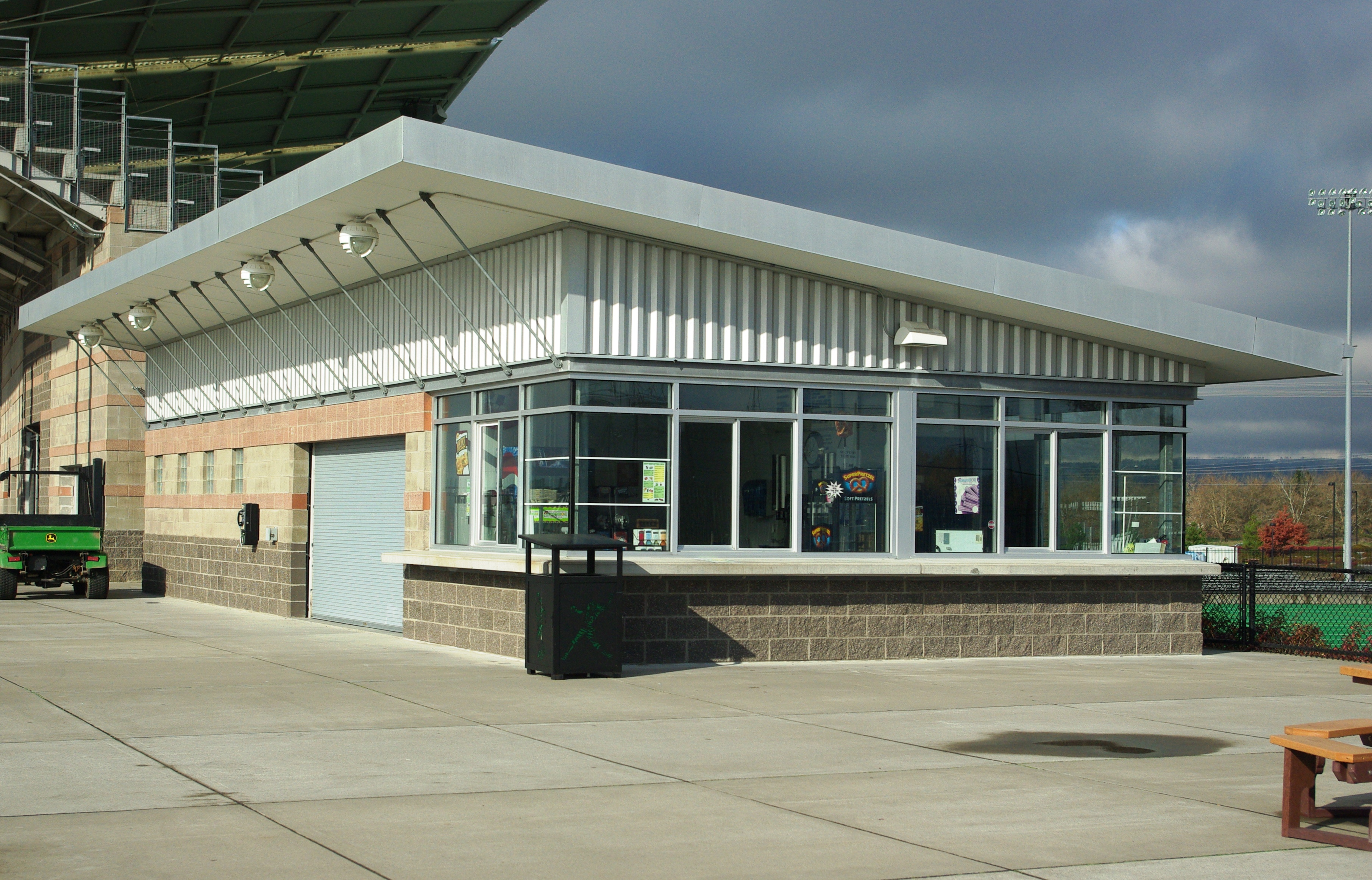
اسنک بار در ورزشگاه
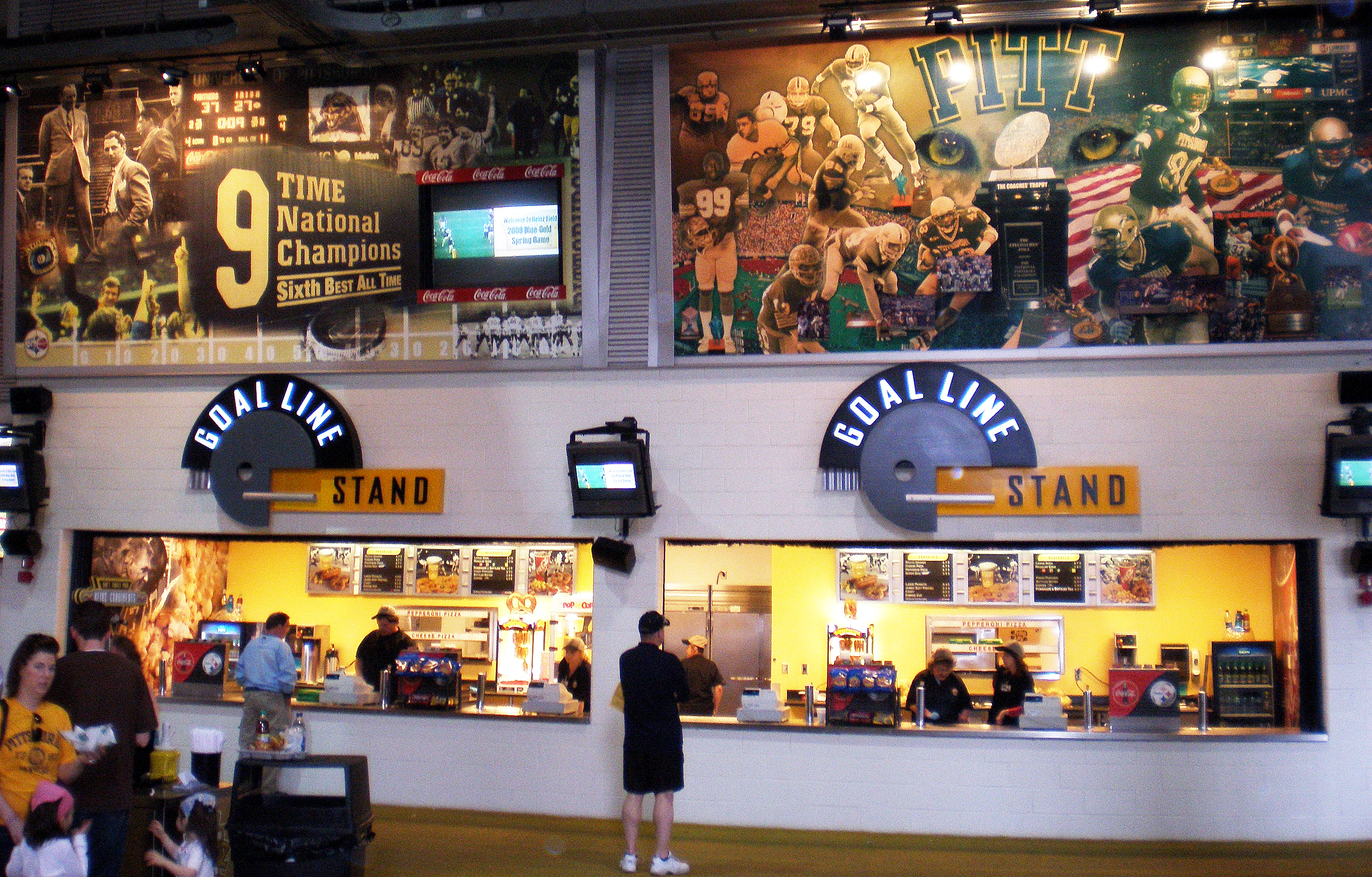
اسنک بار در بیرون از یک زمین فوتبال